# Renia atrimacula
Renia atrimacula là một loài bướm đêm trong họ Noctuidae.